# Emil
Az Emil férfinév a latin Aemilius nemzetségnévből ered. Jelentése: versengő, igyekvő.  Női párja: Emília.

## Rokon nevek
- Emilián
- Emilió: a név egy alakváltozata.[3]

## Gyakorisága
Az 1990-es években igen ritka név, a 2000-es években nem szerepel a 100 leggyakoribb férfinév között.

## Névnapok
- március 10.[2]
- május 22.[2]
- május 28.[2]
- szeptember 11.[2]
- november 12.[2]

## Híres Emilek
- id. Ábrányi Emil politikus, író
- ifj. Ábrányi Emil költő, műfordító, újságíró
- legifj. Ábrányi Emil zeneszerző, karmester
- Ágoston Emil építész
- Baré Emil hegedűművész
- Dessewffy Emil politikus, újságíró, az MTA elnöke
- Gerbeaud Emil svájci származású magyar cukrász
- Grábner Emil növénynemesítő
- Jakubovich Emil paleográfus, az MTA tagja
- Keres Emil színművész
- Kolozsvári Grandpierre Emil író, költő
- Lahner Emil festőművész
- Makai Emil költő, műfordító
- Mosonyi Emil vízépítő mérnök, az MTA tagja
- Nagy Emil jogász, politikus
- Neszmélyi Emil ügyvéd, hegymászó
- Niederhauser Emil történész, az MTA tagja
- Novák Emil operatőr
- Petrovics Emil zeneszerző
- Ponori Thewrewk Emil klasszika-filológus
- Récsi Emil jogtudós, az MTA tagja
- Schimanek Emil gépészmérnök
- Schultheisz Emil büntetőjog professzor
- Schultheisz Emil orvos, politikus
- Szakváry Emil nyilas politikus
- Telmányi Emil hegedűművész
- Vén Emil festőművész
- Zsigmondy Emil hegymászó
- Emil Artin német matematikus
- Emil Boc román politikus
- Emil Cioran román filozófus
- Emil Hácha cseh ügyvéd, politikus
- Racoviţă, Emil román barlangkutató és biológus
- Emil Škoda cseh gépészmérnök, a Škoda autógyár alapítója
- Emil Zátopek olimpiai bajnok cseh futó